# The Runaway (minissérie)
The Runaway é uma minissérie britânica de 2011 baseada no romance de mesmo nome escrito por Martina Cole.

## Sinopse
Em Nova York na década de 1960, os amigos de infância Cathy Connor e Eamonn Docherty foram criados juntos em East London e são separados por circunstâncias violentas. Suas vidas tomam direções diferentes até se encontrarem novamente como adultos.

## Elenco
- Jack O'Connell ... Eamonn Docherty
- Burn Gorman ... Richard Gates
- Joanna Vanderham ... Cathy Connor
- Alan Cumming ... Desrae
- Kierston Wareing ... Madge
- Keith Allen ... Danny Dixon
- Ken Stott ... Joey Pasqualino
- Max Irons ... Tommy Pasqualino
- Mark Womack ... Eamonn Docherty Senior
- Nora-Jane Noone ... Caitlin
- Sam Spruell ... Jim Harvey
- Emily Beecham ... Caroline
- Dominika Jablonska ... Maureen
- Grant Swanby ... Sean Carty
- David Westhead ... Ron

## Prêmios e indicações
| Ano  | Prêmio                    | Categoria    | Indicação        | Resultado |
| ---- | ------------------------- | ------------ | ---------------- | --------- |
| 2012 | International Emmy Awards | Melhor Atriz | Joanna Vanderham | Indicado  |